# Boletus impolitus
Boletus impolitus es un hongo basidiomiceto de la familia Boletaceae, que habita en bosques mixtos de regiones templadas, cuyo cuerpo fructífero aflora entre otoño y principios de invierno. Aunque no es muy frecuente, ni de aparición constante, hay años en los que aparece abundantemente en los bosques de las zonas de clima mediterráneo. Es un buen comestible especialmente los ejemplares jóvenes. El epíteto específico impolitus, significa en latín "no pulido".

## Morfología
El sombrero del esporocarpo de este hongo suele medir entre 5 y 12 centímetros de diámetro, llegando a alcanzar los 20 centímetros. Al principio es semiesférico, aplanándose conforme la seta va madurando. Su textura es algo granulada y de color ocre pálido amarillento. Ocasionalmente, el borde puede tomar colores pardos rojizos. Los tubos son de color amarillo, entre el limón y el dorado, y toman colores algo más verdosos al madurar. Los poros son pequeños inicialmente de forma redondeada y finalmente poligonales. Los poros no cambian de color al tacto. El pie mide entre cinco y 15 centímetros de largo, y tiene una anchura de entre 2 y 5 centímetros. Es robusto, rechoncho en etapas juveniles y casi cilíndrico cuando el esporocarpo está maduro, no está reticulado y su superficie es áspera, con un fondo blanco amarillento y rugosidades más oscuras. Está punteado y acanalado y puede presentar tonalidades sutiles y rojizas en la parte más cercana al suelo en fases juveniles. La carne es de color blanco con matices amarillentos, compacta y puede tomar en ciertas zonas un matiz rojizo casi imperceptible cuando se corta en ambientes húmedos. Su olor acidulado y afrutado, y su sabor dulce, lo convierten en un comestible apreciado. Su esporada es de color ocre verdoso.

## Posibilidades de confusión
Es difícil confundir esta especie con otras, incluso cercanas. La más parecida es la también comestible Boletus fragans, especialmente los ejemplares jóvenes.